# Judith Lauand
Judith Lauand née le 26 mai 1922 à Pontal, morte le 9 décembre 2022 à São Paulo, est une peintre et graveuse brésilienne. Elle fait partie du mouvement moderniste brésilien.

## Biographie
Judith Lauand étudie les beaux-arts à l'école des Beaux-Arts d'Araraquara.

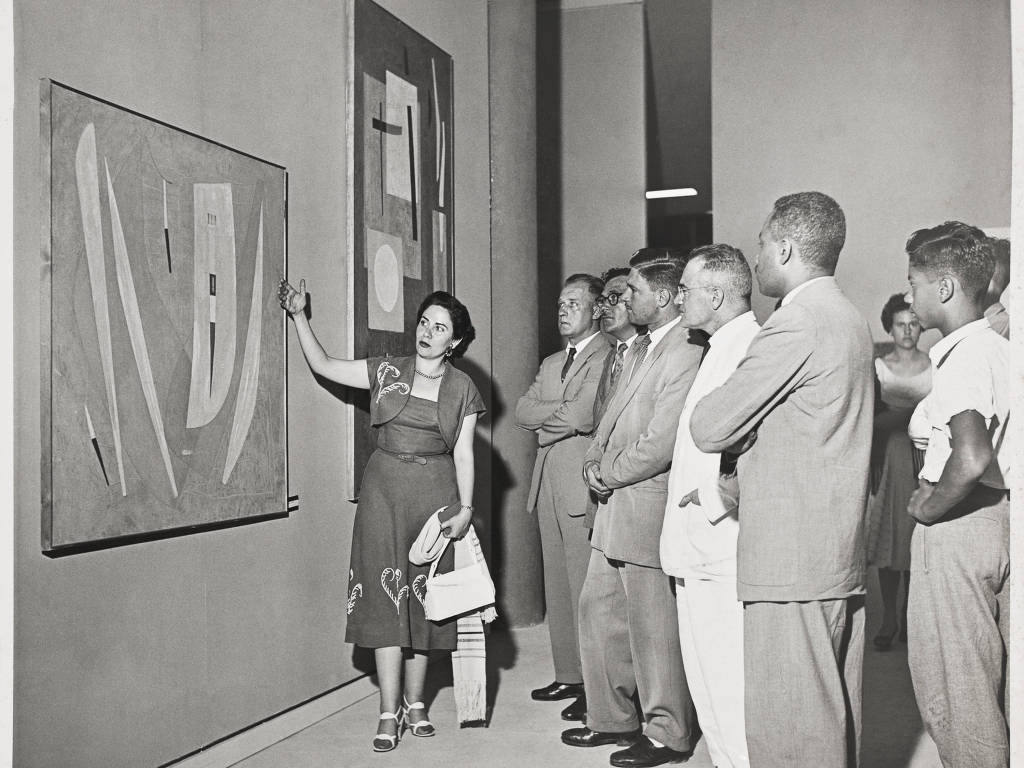
Lauand comme moniteur de galerie en 1954

Après avoir obtenu son diplôme universitaire, elle travaille comme enseignante à Araraquara. Elle réalise des peintures figuratives expressionnistes. Au début des années 1950, elle s'intéresse davantage à la couleur et ses effets optiques.
En 1952, eIle participe à l'Exposition nationale d'art concret au Musée d'art moderne de São Paulo.
En 1953, elle s'installe à São Paulo. En 1954, elle travaille à la Biennale d'art de São Paulo. Elle rencontre de nombreux artistes : Anatol Władysław, Geraldo de Barros, Leopoldo Haar, Lothar Charoux, Luís Sacilotto, Kazmer Féjer. En 1955, elle rejoint le groupe Ruptura, un groupe d'artistes internationaux d'avant-garde dirigé par Waldemar Cordeiro et adeptes des travaux de Max Bill. Partisans du concrétisme, ils révolutionnent l'art au Brésil, par leurs actions et expositions. Grupo Ruptura (en) est actif jusqu'en 1959.

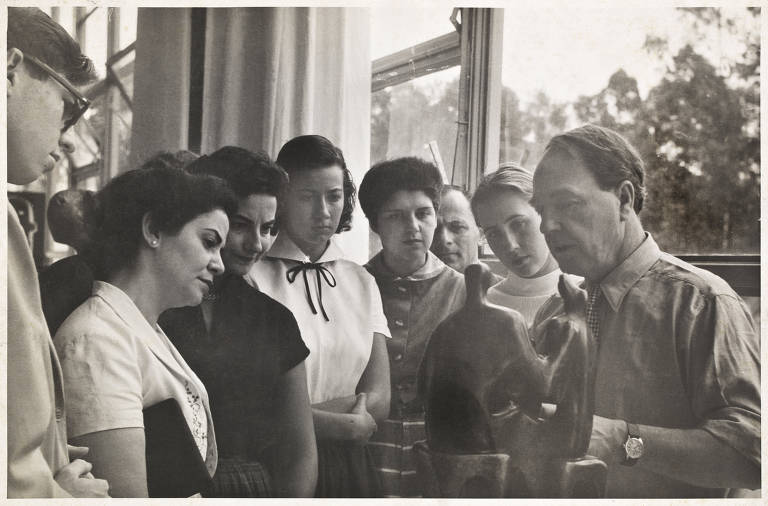
Lauand à gauche dans un atelier de Henry Moore à droite en 1953

À partir des années 1960, Judith Lauand incorpore dans sa peinture des matériaux non traditionnels ou des objets comme des trombones. Pour ses œuvres peintes, elle utilise des peintures acryliques, à l'émail, à l'huile, à la détrempe, incorporant des gouaches ou des collages. Sa production prend également la forme de broderies, sculptures, gravures sur bois et tapisseries.
En 2011, le Musée d'art moderne de São Paulo organise une rétrospective de son travail.

## Expositions
- 1954 : Galerie Ambiente , São Paulo
- 1965 : Galeria Novas Tendências, São Paulo
- 1977 : Musée d'Art Contemporain de l'Université de São Paulo, São Paulo
- 1984 : Géométrie 84, Paulo Figueiredo Galerie d'Art, São Paulo
- 1992 : Éfémérides, Musée d'art contemporain de l'Université de São Paulo
- 1996 : Obras de 1954-1960, Galerie Sylvio Nery, São Paulo
- 2007 : 50 années de peinture, Galerie Bérénice Arvani, São Paulo[5]
- 2008 : 65 années d'art, Galerie Bérénice Arvani São Paulo ; Secrétariat de la Culture, Araraquara
- 2011 : Judith Lauand : Expériences, Museu de Arte Moderna de São Paulo, 2011[4]
- 2013 : Judith Lauand : Les années 1950, Galerie Stephen Friedman, Londres[3]
- 2014-2015 : Judith Lauand : Moderniste brésilienne, années 1950-2000, Driscoll Babcock Galleries, New York[6]
- 2017 : Judith Lauand : Abstractions concrètes brésiliennes, Driscoll Babcock Galleries, New York[7]
- 2022-2023 : Judith Lauand : desvio concreto, Musée d'art de São Paulo [8],[9]

## Prix et distinctions
- Prix de dessin, 9e Salon des Beaux arts d'Araraquara, 1945
- Premier prix, 15e Salon des Beaux arts d'Araraquara, 1952
- Prix de la ville d'Araraquara, 16e Salon des Beaux arts d'Araraquara, 1953
- Grande Médaille de Bronze, 3e Salon Paulista d'Art Moderne, 1954
- Petite Médaille d'Argent, 4e Salon Paulista d'Art Moderne, 1955
- Prix d'acquisition, 7e Salon Paulista d'Art Moderne, 1958
- Prix d'acquisition, 8e Salon Paulista d'Art Moderne, 1959
- Prix d'acquisition, 13e Salon Paulista d'Art Moderne, 1964